# This Is Love (Demy)
This Is Love è un singolo della cantante greca Demy, pubblicato nel 2017.

## Descrizione
La canzone, in lingua inglese, è stata scritta da Romy Papadea, John Ballard e Dimitris Kontopoulos, quest'ultimo accreditato anche come produttore.
Il download digitale è stato diffuso il 6 marzo 2017, mentre il 26 aprile dello stesso anno è stata pubblicata una versione in lingua greca del brano, dal titolo Oso zo (Όσο Ζω).
Nel gennaio 2017 Demy era stata selezionata dalla ERT per partecipare all'Eurovision Song Contest 2017 in programma per il mese di maggio a Kiev (Ucraina), dove rappresenta la Grecia. Per la scelta del brano, esso è stato scelto dal pubblico televisivo il 6 marzo 2017 fra tre possibili proposte eseguite dall'artista selezionata.

## Tracce
- Download digitale

1. This Is Love – 3:06